# Música mariana católica
La música mariana católica comparte características con otras formas de música cristiana  añadiendo otra dimensión emocional al proceso de veneración y siendo usada en ceremonias y fiestas marianas. La música mariana es ahora un elemento inherente en muchos aspectos de la veneración de la Virgen María en la mariología católica.
A través de los siglos la música mariana ha aumentado y se ha desarrollado; tuvo un resurgimiento en el Renacimiento, p. ej. con la composición del Ave Maria Virgo Serena, motete de Josquin des Prez. La tradición continuó con un número de grandes compositores hasta el siglo XIX tardío, p. ej. con Giuseppe Verdi y su Ave Maria en 1880 seguido por su Laudi alla Vergine Maria.

## San Ambrosio
Una de las más antiguas entonaciones está acreditada a San Ambrosio de Milán (339-374). La Iglesia católica tiene una antigua liturgia  (el rito ambrosiano), liturgia que es de hecho más antigua que San Ambrosio pero, que tradicionalmente es atribuida a él. Hoy en día, algunas de las 870 parroquias en la diócesis de Milán todavía utilizan el antiguo rito ambrosiano.
Varios de los textos del rito ambrosiano eran cantados, por ejemplo el famosos Gaude et latare:
Gaude et latare
Exultation angelorum
Gaude domini virgo
Prophetarum gaudium
Gaudeas benedicta
Dominus tecum est
Gaude, que por angelum gaudium mundi suscepisti
Gaude que genuisti factorum et Dominum
Gaudeas que dignas es esse mater Christi
Entre otros himnos marianos de San Ambrosio se encuentran el Confractorium de la liturgia de Navidad, y una creación poética, celebrando a la Madre de Dios: Intende, qui Regis Israel.

## Música mariana de la Liturgia de las Horas
Una de las composiciones marianas medievales más antiguas es la popular Salve Regina en latín de un monje benedictino en la isla Reichenau del Lago Constanza, de la cual existen varias versiones gregorianas. La liturgia de las horas incluye varias oficios para ser cantados. Al final de cada oficio se canta una de las cuatro antífonas marianas. Estas canciones son: Alma Redemptoris Mater, Ave Regina Caelorum, Regina Coeli, y Salve Regina, y han sido descritas  "entre las creaciones más bonitas de la Baja Edad Media".
También existen otras súplicas marianas en versiones latinas, de tal forma que es difícil determinar el inicio de la música litúrgica mariana que no sea gregoriana. 
En el año 1277 el Papa Nicolás III ordenó normas para la liturgia en las iglesias romanas.  Tres años más tarde, en 1280, Petrus de Cruce publicó su himno Ave virgo regia, Ave gloriosa O maria Maris stella. Más tarde, el compositor Pérotin continuó con su Alleluja, Navitatis gloriosae virginis, para ser cantado en la fiesta de la Natividad de la Virgen. Los motetes marianos llegaron a ser muy populares en la Edad Media. Una gran colección de ellos está en la Catedral de San Pablo de Londres. El Papa Juan XXII (1316-34) emitió la Constitución Apostólica Docta SS Patrum sobre música de Iglesia.  Fue la primera regulación moderna para ejecuciones musicales durante la liturgia.
El motete Vespro della Beata Vergine de Monteverdi contiene claramente textos marianos entre sus 13 movimientos, aunque la intención del compositor para este trabajo como un todo esté debatida. 
```
Es poco conocido el hecho de, que en Alemania, muchas de las congregaciones religiosas tuvieron sus propios compositores. Por ejemplo los monasterios de Andechs, Ottobeuren, Irsee y en Banz donde el Padre Valentin Rathgeber OSB, (1682–1750) escribió 43 misas, 164 ofertorios, 24 conciertos y, 44 antífonas marianas.
```

## Obras y canciones marianas
En la Francia del siglo XII comenzó la tradición de representar dramas navideños, en la cual los acontecimientos de la natividad están representados por actores. Esta costumbre llegó a ser popular también en otros países europeos, y se considera el origen de los villancicos populares, los cuales eran una parte integral del drama de Navidad. Estas primeras canciones navideñas son, en gran parte, devociones a la Madre de Dios. Hubo también manifestaciones en Baviera en el siglo XII.  Al mismo tiempo, las canciones de Pascua son convertidas a menudo en himnos marianos, por ejemplo el himno Te virgini Mariae laudes concinant Christianae. La Asunción de María está alabada en numerosas canciones del siglo X. En diferentes canciones, María está alabada por encima de todos los santos y ángeles y participa en el reino de su hijo. Su asunción está “deseada por las personas con fé” en una canción del siglo XII. Las canciones e himnos marianos en esta época son demasiado numerosos para mencionarlos aquí. Incluyen emociones pias e incluso algunas exageraciones, e ideas valiosas de las creencias marianas, especialmente en la Asunción.

## Ave María, Salve e himnos Gaude
Ejemplos de Ave María son las canciones que incluyen,
Ave dei genitrix, caelstium terrestrium infernorum domina;
Ave spes mundi, Maria, ave mitis, ave pia;
Ave plena, signulari gratia
Ejemplos de Salve las canciones incluyen el
Salve regina, mater misericordiae
Salve prodis Davidis
Salve Mater Misericordiae
Gaude (Alegría) Los himnos incluyen:
Gaude Maria templum summae majestatis
Gaude mater luminis
Gaude, plaude, clara Rosa
Vale,o valde decora (Salve, agraciada doncella) y Mater dolorosa (Madre de los dolores) son también temas de numerosos himnos marianos.

## Música de Misa
Parece que las versiones del Ordinario de la Misa proceden de un desarrollo posterior de la música de la Liturgia de las Horas. Los modernos Kyriales designan dos versiones de misa en canto gregoriano para festividades marianas, En solemnitatibus et Festis Beatae Mariae Virginis y en Festis et Memoriis. Antes de que el Concilio de Trento el primero de estos contenía el trope Spiritus et alme orphanorum paraclete, oído en Josquin Missa de Beata Virgine, pero no en el Machault Messe de Nostre Dame que fue escrito como misa votiva. La lista de composiciones de Giovanni Pierluigi da Palestrina incluye numerosas misas marianas:
- Missa Salve Regina
- Missa Alma Redemptoris
- Missa Assumpta est Maria
- Missa Regina coeli
- Missa de beata Virgine
- Missa Ave Regina coelorum
- Missa Descendit Angelus Domini
- Missa O Virgo simul et Mater

## Música mariana durante el periodo Barroco
La música mariana en el periodo barroco está fuertemente influida por la tradición latina, pero desarrolla sus características propias. Las canciones marianas veneran su excepcional santidad. Muchas de ellas tienen la forma de letanías, expresando veneración por María. Otras moralizan a los creyentes iluminando sobre su virtuosa vida. En Polonia y Hungría, composiciones del barroco acentúan sus poderes protectores para la naciones polaca y húngara, un aspecto en gran parte perdido en Italia, Francia y Alemania, donde María puede invocarse para proteger una ciudad o región más que para una nación. Muchos himnos mariano latinos son entonces traducidos a lengua vernácula, especialmente en Alemania bajo la influencia del uso luterano de la lengua vernácula en la liturgia. Los textos latinos son a menudo enriquecidos con adoraciones floridas y elogios. Al igual que en la poesía mariana, la música floreció más en Italia, España, Portugal y Francia, países no influidos por La Reforma.
Muchas congregaciones religiosas tuvieron sus compositores propios.  En el monasterio de Andechs, Padre Nonnosus Madleder, en Ottobeuren, Padre Franx Schnizer, en Irsee Padre Meinrad Spiess, y en Banz Padre Valentin Rathgeber OSB, (1682@–1750) escribió 43 misas, 164 ofertorios, 24 conciertos y, 44 antífonas marianas. 

## Música mariana en la era de la Ilustración
Además las Vísperas mencionadas antes, Joseph Haydn escribió varias misas marianas composiciones que incluyen dos famosas Misas, el Missa Cellensis en honorem Beatissimae Virginis Mariae, Núm. 5 en Mi bemol mayor, también conocida como el Grosse Orgelmesse (Misa de Gran Órgano) (H. 22/4) (1766) y la Missa Cellensis en honorem Beatissimae Virginis Mariae Núm. 3 en Do mayor, (H. 22/5) (1766–73)
Wolfgang Amadeus Mozart compuso en honor de la Virgen María misas latinas y varias óperas cortas.